# 761 Brendelia
Brendelia (asteroide 761) é um asteroide da cintura principal, a 2,681646 UA. Possui uma excentricidade de 0,0635928 e um período orbital de 1 770,08 dias (4,85 anos).
Brendelia tem uma velocidade orbital média de 17,60047455 km/s e uma inclinação de 2,16229º.
Este asteroide foi descoberto em 8 de Setembro de 1913 por Franz Kaiser.